# Felix Singermann

Felix Singermann

Felix Schmuel Singermann (geboren 3. Juni 1888 in Posen; ermordet 1942 in Riga) war ein deutscher Rabbiner.

## Leben

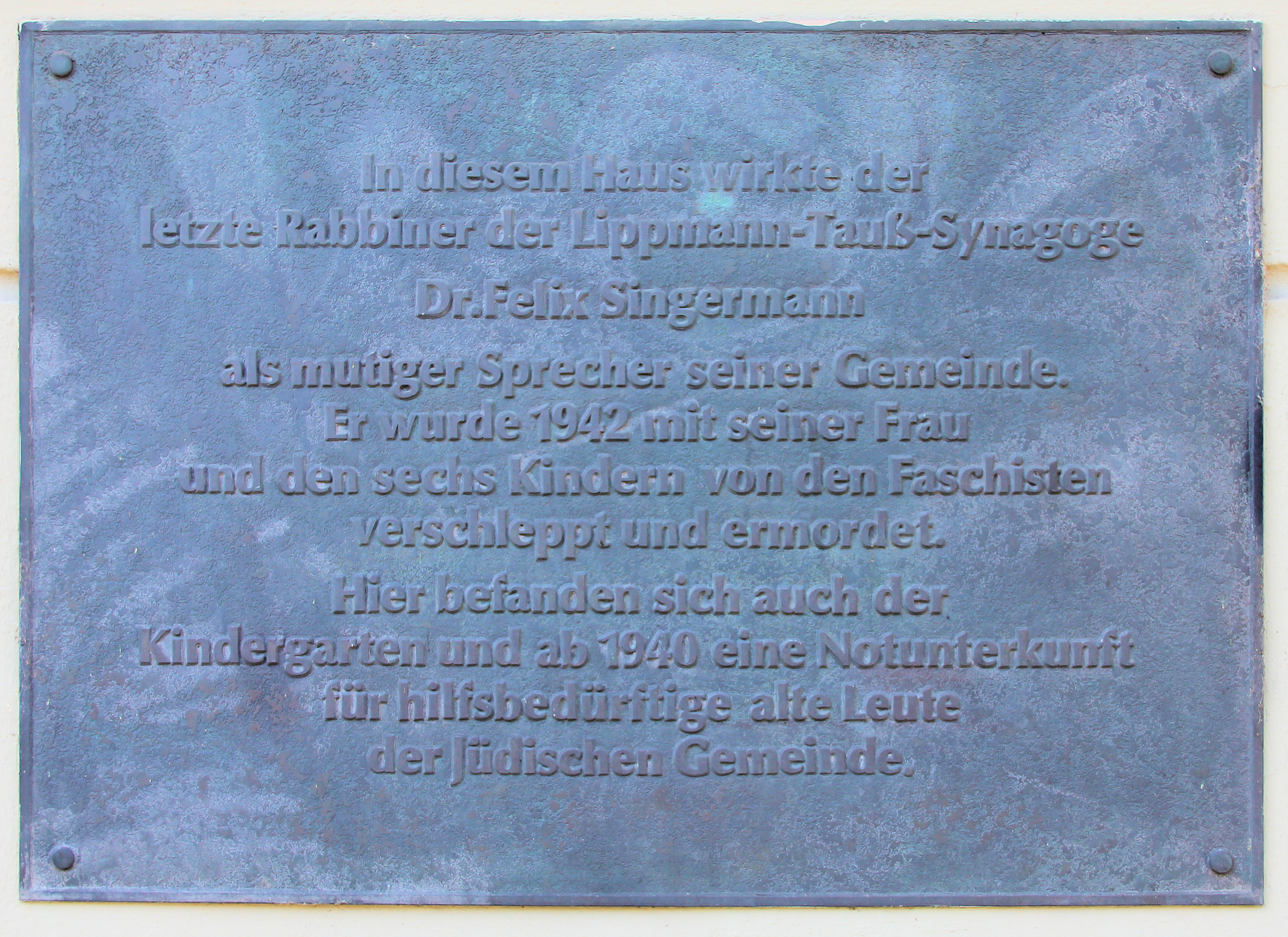
Gedenktafel am Haus Friedenstraße 3

Felix Singermann war ein Sohn des Lehrers Karl und der Philippine Singermann, geborene Abraham (1862–1942). Er besuchte das Gymnasium in Ostrowo und graduierte am Rabbinerseminar zu Berlin.
Singermann promovierte 1915 an der Albert-Ludwigs-Universität Freiburg zu dem Thema Die Kennzeichnung der Juden im Mittelalter: ein Beitrag zur sozialen Geschichte des Judentums. Bis 1919 war er Rabbiner im Berliner Vorort Pankow, Agudath Achim danach wirkte er bis zu deren Schließung im Jahre 1937 an der im 18. Jh. gestifteten Lippmann-Tauss-Synagoge in der Berliner Gollnowstraße. Er war mit Gertrude („Gitel“) Singermann, geborene Wreschner (1895–1943) verheiratet; sie wurde in Riga durch Anhänger des Nationalsozialismus ermordet. Das Paar hatte sieben Kinder. Die gesamte Familie fiel dem nationalsozialistischen Terror während der Schoah zum Opfer.
Bis 1939 führte er die Synagoge in der Friedenstraße 3 fort. Dort erinnert seit 1988 eine Gedenktafel an ihn:

„In diesem Hause wirkte der letzte Rabbiner der Lippmann-Tauß-Synagoge Dr. Felix Singermann als mutiger Sprecher seiner Gemeinde. Er wurde 1942 mit seiner Frau und den sechs Kindern von den Faschisten verschleppt und ermordet.“

Felix Singermann war bis zur Deportation ins Rigaer Ghetto neben Leo Baeck und Martin Salomonski einer der letzten Rabbiner in Berlin.

## Veröffentlichungen
- Die Kennzeichen der Juden im Mittelalter – ein Beitrag zur sozialen Geschichte des Judentums. Paul Funk, Berlin 1915. Inaugural-Dissertation, Universität Freiburg im Breisgau; Textauszug. (PDF; 2,1 MB) epub.ub.uni-muenchen.de
- Die Lippmann-Tauss-Synagoge und das Rabbinerhaus der Lipschütz.Selbstverlag, Berlin 1920.
- Midrash Tanhuma. Lamm, Berlin 1926. judaica-frankfurt.de